# Stefan Stoikov (remero)
Stefan Stoikov (en búlgaro: Стефан Стойков, Kokalyane, 7 de octubre de 1953) es un deportista búlgaro que compitió en remo como timonel. Ganó una medalla de oro en el Campeonato Mundial de Remo de 1977, en la prueba de dos con timonel.

## Palmarés internacional
| Campeonato Mundial | Campeonato Mundial       | Campeonato Mundial | Campeonato Mundial |
| Año                | Lugar                    | Medalla            | Prueba             |
| ------------------ | ------------------------ | ------------------ | ------------------ |
| 1977               | Ámsterdam (Países Bajos) | Medalla de oro     | Dos con timonel    |